# Bitva na řece Frigidus
Bitva na řece Frigidus nebo někdy také u řeky Frigidus byl vojenský střet mezi východořímským císařem Theodosiem s jeho západořímským protějškem uzurpátorem Eugeniem, ke kterému došlo mezi 5.–6. září roku 394. Tato bitva byla jedním z největších válečných střetnutí v římských dějinách a znamenala naprostou katastrofu pro Západořímskou říši. Její vojsko ztratilo v bitvě své nejlepší a nejcennější jednotky a bitva byla i definitivním triumfem křesťanství nad starými pohanskými bohy.

## Příčiny
K budoucímu válečnému střetnutí mezi oběma částmi impéria se postupně schylovalo již od 15. května 392, kdy byl nalezen císař Valentinianus II. oběšený ve své rezidenci ve Vienne. Zda byl zavražděn spiklenci vedenými Flaviem Arbogastem, vojevůdcem franského původu s titulem magister militium in praesenti, nebo z důvodu své faktické bezmocnosti sám spáchal sebevraždu, zůstává nejasné. Nový císař zemřel mladý, bylo mu 20 let. Arbogast byl jeho poručníkem a také ho po vítězství Theodosia nad uzurpátorem Maximem jako vládce západní části říše potvrdil. Jenže Arbogast mohl mít na smrti císaře zájem, protože vztahy mezi ním a císařem nebyly dobré. Oba se stali rivaly, kteří navíc jeden druhému zasahovali do mocenských rozhodnutí. Situace vyvrcholila v okamžiku, kdy Valentinianus osobně předal Arbogastovi dopis s jeho odvoláním. Ten se údajně neovládl a křičel: „Ty jsi mi velení nedal, takže mi jej ani nemůžeš vzít!“ Později 15. května byl mladý císař nalezen mrtvý a hlavním podezřelým se stal právě Arbogast, který ke smrti nepohodlného císaře měl nejvíce důvodů. Nicméně Arbogast nemusel vraždou císaře v podstatě nic získat, protože jako Frank nemohl pomýšlet na císařský trůn a navíc faktickou moc už měl. Jisté je jen to, že Arbogast o své výlučné postavení nepřišel a sehrál znovu svou roli při zvolení dalšího císaře.
Nedlouho na to, 22. srpna 392 byl rétor Flavius Eugenius, který byl jen povrchním křesťanem, prohlášen Arbogastem za císaře západu. Eugenius brzy dosáhl porozumění s pohanskými senátory v Římě. Naproti tomu Theodosius striktně odmítal uznat Eugenia za svého spoluvládce, třebaže Eugenius o to velice usiloval a ve vztahu k Theodosiovi hodlal zaujmout postavení podřízeného vládce. K vyjádření toho nechal nadále razit mince s Theodosiovým portrétem. Theodosiovo odmítnutí nalézt modus vivendi nepochybně sehrálo svoji roli v rozhodnutí pohanské strany v Římě usilovat o potlačení křesťanství. Především Flavianus se horlivě zasazoval o restauraci pohanství, zatímco jeho přítel a příbuzný Quintus Aurelius Symmachus, který před lety podporoval uzurpaci Magna Maxima, zaujímal v této situaci rezervovanější stanovisko.
Dne 23. ledna 393 povýšil Theodosius svého druhého syna Honoria na císaře Západu (starší Arcadius se stal augustem už v roce 383), čímž byla jakákoli šance na dohodu s Eugeniem a Arbogastem zmařena. Bitva na řece Frigidus byla konečnou možností východořímského císaře Theodosia, jak sesadit nechtěného Eugenia a překazit poslední vážné pokusy pohanů o obnovu upadajících kultů a zastavení procesu christianizace říše, čili návratu do dob před císařem Konstantinem I. Pro impérium by to znamenalo hrozbu v podobě náboženské nejednoty mezi oběma jeho částmi. Západořímská říše, mnohem méně christianizovaná než její východní část, se pod vedením Eugenia stále více uchylovala k návratu ke staré víře, což provázelo obnovování starých nebo již zaniklých pohanských institucí, chrámů a soch, ale i dosazováním pohanů do důležitých pozic v říši. Poměry v Západořímské říši se tak pomalu vracely do doby císaře Juliána Apostaty. Vztahy mezi pohany a křesťany byly napjatější. Sám Eugenius se nestavěl proti církvi nijak nepřátelsky, nicméně vlivný milánský biskup Ambrosius, později svatořečený, se vůči Eugeniovi choval zcela neutrálně a zdržel se jakýchkoli projevů podpory uzurpátorovi. Nicméně se obrátil s žádostí o pomoc k Theodosiovi.

## Průběh

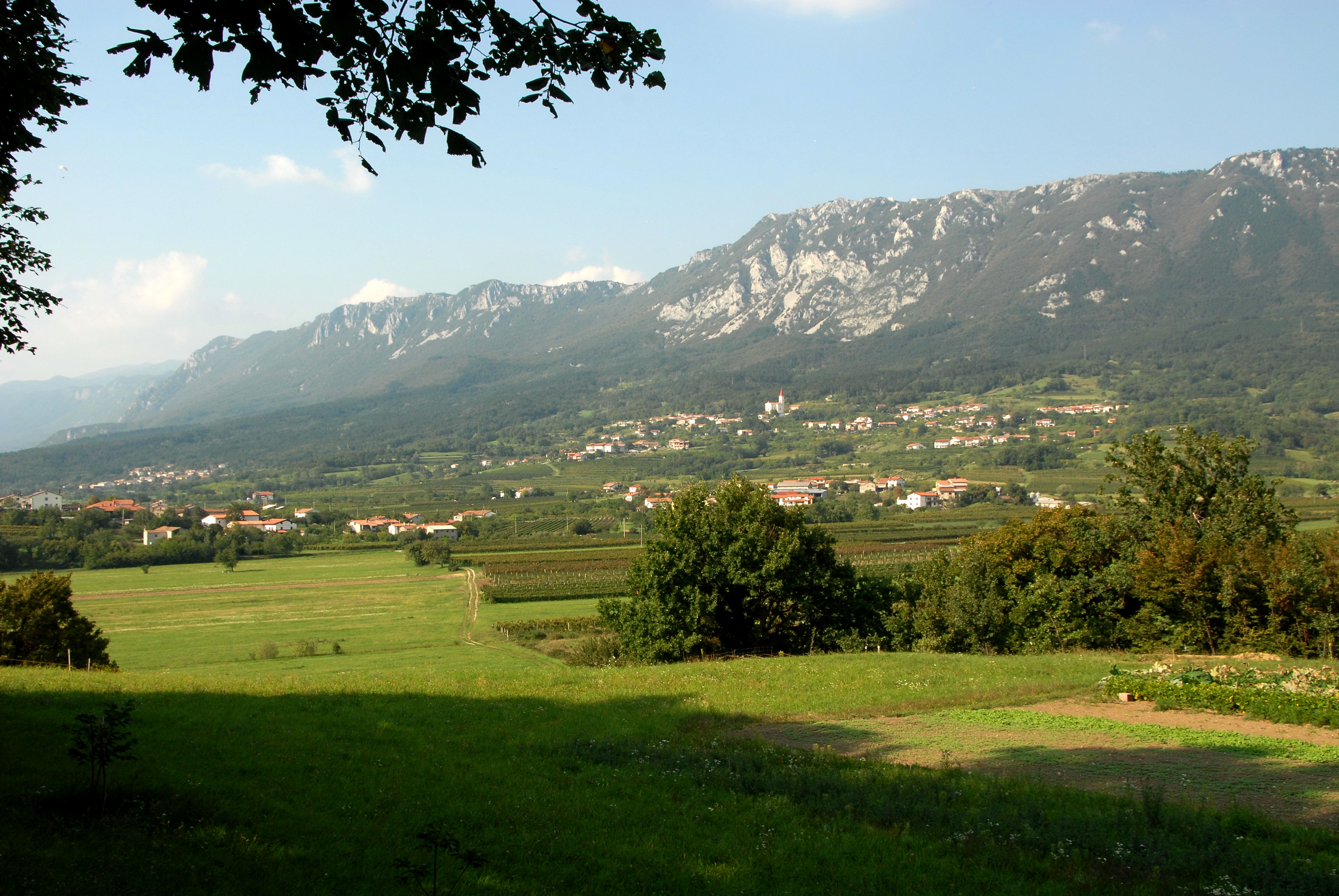
Výhled na krajinu v okolí řeky Vipavy

Theodosius na naléhání biskupa Ambrosia povolal vojsko a shromáždil všechny oddíly, které by Východořímská říše mohla postrádat. Vojevůdci Stilicho a Timasius nechali stáhnout některé jednotky z provincie Sýrie, k vojsku byly připojeny ibérsko-arménské pomocné sbory velitele Bacuria. Theodosiovo tažení podpořili také foederáti, zejména vizigótský král Alarich I. s 20 000 bojovníky a také některé další nedaleké kmeny Vandalů, Hunů a dalších kmenů. V létě 394 se vydali na vojenské tažení.
V Julských Alpách se jim postavilo zkušené západořímské vojsko vedené Arbogastem, jemuž se krátce předtím ještě podařilo posílit západní armádu o některé foederáty z Galie, zejména franské a alemanské bojovníky.
První střet s Theodosiem a jeho Vizigóty vyšel ve prospěch Eugenia, východořímské vojsko bylo překvapeno náhlým útokem Arbogasta v úzké soutěsce, kudy zrovna pochodovalo, a v jediný den bitvy padla zhruba polovina Alarichových mužů (tedy až 10 000 Gótů). Padl také velitel pomocných sborů Bacurius. Vyčerpané východořímské jednotky byly na povel Theodosia staženy soutěskou zpět z bojiště. První den bitvy byl vítězstvím západořímské strany.

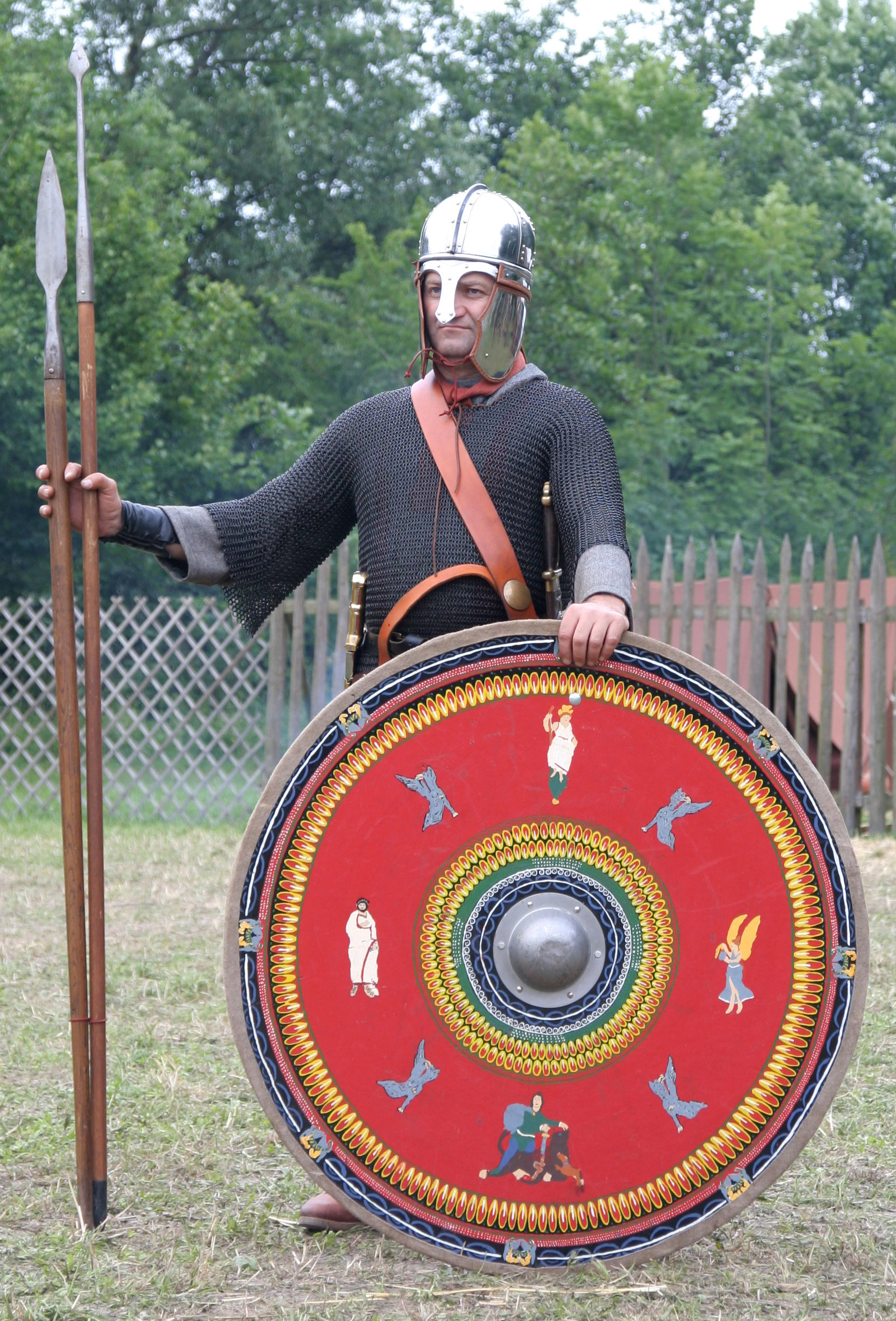
Rekonstrukce výzbroje římského legionáře konce 3./zač. 4. stol. s vyobrazeními pohanských božstev na kulatém štítu.

Bitva měla značný náboženský podtext. Římská vojska již od dob císaře Konstantina dlouho bojovala pod křesťanskými zástavami a symboly. Západořímská strana však nyní znovu vyrazila do boje se starou pohanskou symbolikou, snad z příkazu Arbogasta, který byl oddaný pohanství. Standarty a štíty byly vyzdobeny podobiznami zbožštělého antického héroa Herkula, Římany uctívaného jako boha. To mohlo být i z popudu elitních legionářů herculiánů, jejichž legie Legio II. Herculia byla tomuto řeckému hrdinovi zasvěcena. Eugenius však před bitvou také nechal vztyčit nedaleko místa bojiště pozlacenou sochu nejvyššího boha Jova, zřejmě aby zvýšil morálku svého vojska, či si naklonil přízeň boha. Také císař Theodosius, který byl na rozdíl od Eugenia věrný křesťanské víře, se měl v pevnosti Ad Pirum zbožně uchylovat k prosbám o pomoc shůry. Zatím, co Eugenius toho večera oslavoval ve svém táboře vítězství, Theodosius jej měl trávit v tichosti a modlitbách.
Arbogast však nelenil a v noci mezi 5.-6. zářím pověřil důstojníka Arbitia, aby ještě za tmy se svými muži obklíčil východořímské vojsko a zablokoval ostatní horské průsmyky, možná také aby provedl útok na nepřítele zezadu. Ten však místo toho přeběhl na stranu protivníka, za což si vysloužil od Theodosia tučnou odměnu.
Druhý den ráno 6. září 394 zahájil Theodosius útok na základě cenných informací od dezertérů. Arbogastovi muži bojující pod pozlaceným Jovem byli nečekaným útokem překvapeni, přesto se Theodosiovým mužům nepodařilo zaujmout vyhodnější pozice. Bitva byla dlouhou dobu nerozhodná a ani po velkých ztrátách na obou stranách nebyl výsledek bitvy jednoznačný. Nakonec o jejím výsledku nečekaně ve prospěch východořímské strany rozhodlo počasí. Zatímco se údajně Theodosius zbožně modlil, v údolí se z nenadání proti západořímským šikům seřazeným pod Jovem zvedl prudký vítr, kterému se v této oblasti říká bóra. Arbogastovi muži byli oslepováni pískem, který jim vichr vrhal do očí, štíty narážely navzájem o sebe a vrhací zbraně či vystřelené střely nedokázaly zasáhnout cíl. Vojenské oddíly ztratily bojovou morálku a rozpadly se. Eugenius byl po bitvě zajat a hned krátce na to popraven. Arbogast uprchl a dva dny se skrýval v horách, ale pak se po starém vzoru poražených římských vojevůdců probodl vlastním mečem.

## Následky

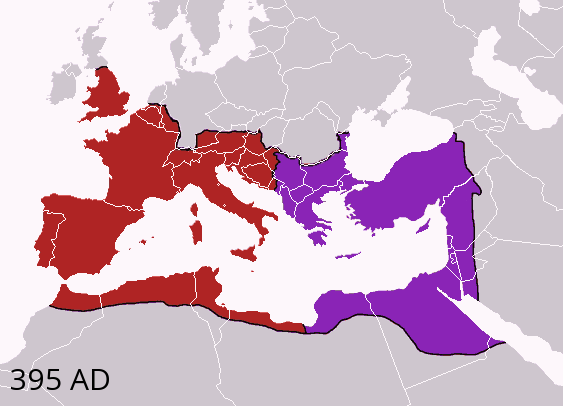
Římská říše roku 395 za vlády Theodosia I.

Dle křesťanské legendy vítr, který nečekaně udeřil na Eugeniovy šiky a pomohl tak Theodosiovi k vítězství, byl samozřejmě pokládán za zázrak seslaný Bohem, aby jednou provždy skoncoval s falešnými božstvy pohanů. Po porážce Eugenia se již nepodařilo zabránit christianizaci obou římských říší. V boji rovněž smrtí mnoha vůdců zanikly nejlepší jednotky Západu, což se mělo vedle samotného vítězství křesťanství ukázat jako nejzávažnější důsledek bitvy. Ze ztrát v bitvě se západořímské vojsko již nikdy plně nevzpamatovalo.
Po potlačení Eugeniovy vzpoury se Theodosius stal neomezeným vládcem celé Římské říše a naposledy dosáhl jednoty. Císař se přičinil o překlenutí propasti, jež touto občanskou válkou vznikla, a ihned po bitvě nechal vyhlásit, že všichni Eugeniovi vojáci, kteří mu dříve sloužili, jsou nejen omilostněni, nýbrž také obdrželi podíl na kořisti. Aby dosáhl usmíření se senátorskými elitami v Římě, jmenoval dva jejich členy za konzuly pro další rok. Tím si zajistil loajalitu té části společnosti, která nejsilněji podporovala Eugeniovo úsilí o restauraci pohanství.
Proti dosud tolerovanému pohanství Theodosius energicky zakročil teprve na samém sklonku své vlády. Do této doby mohli pohané ještě působit ve státní správě a v armádě. V letech 391 až 392 došlo k definitivnímu zákazu pohanských kultů a jejich vykonávání. V roce 393 byly zakázány rovněž olympijské hry, i když realizace tohoto zákazu nastala až za Theodosia II. zapálením Diova chrámu v Olympii.